# シャウル・ラダニー
シャウル・ラダニー（ヘブライ語: שאול לדני、1936年4月2日 - ）は、イスラエルの競歩選手、学者。50マイル競歩の世界記録保持者で、ホロコーストとミュンヘンオリンピック事件を生存したことでも知られる。
ラダニーは1936年4月2日にユーゴスラビアのベオグラードに生まれ、1944年にベルゲン・ベルゼン強制収容所に収容された。第二次世界大戦終結後にイスラエルに移住し、競歩選手としてのキャリアを開始した。1968年メキシコシティーオリンピックと1972年ミュンヘンオリンピックに参加し、後者では黒い九月によるテロに襲われた。その後、彼は50マイル競歩の世界記録を樹立した。

## 来歴

### 生い立ち
ラダニーは1936年4月2日にユーゴスラビアのベオグラードでユダヤ人の中流家庭のもとに生まれた。彼の父は化学技術者かつ弁理士であり、母は法学者であった。彼には一人の姉妹がおり、祖父母と共に暮らしていた。5歳になる前には彼は両親から学んだハンガリー語と乳母から学んだドイツ語、ベオグラードで話されているセルビア語の3言語を習得した。
ラダニーが5歳を迎えて数日後の1941年4月6日、ドイツをはじめとする枢軸国軍がユーゴスラビア侵攻を開始した。ベオグラードも枢軸国軍の空爆を受け、ラダニーの近所の家も破壊された。ユーゴスラビアは侵攻から11日後に降伏して枢軸国の支配下に置かれた。ラダニーら一家はベオグラードから逃れたもののラダニーの父が逮捕されて失敗した。しばらくして父が釈放されたため、一家はハンガリーに逃れた。一家はしばらくハンガリー支配下のノヴィ・サドに滞在していたが、ユダヤ人と判明する恐れがあったため首都であるブダペストに逃れた。一家はブダペストのアパートに住み、父はブダペストの製薬工場の職を得た。1942年にはラダニーのおじとおばがノヴィ・サド虐殺で殺害されたため、一家はラダニーの従妹を養子に迎えた。

### ベルゲン・ベルゼン強制収容所への収容
1944年3月にドイツがハンガリーを占領し、5月からハンガリーのユダヤ人を強制収容所に移送し始めた。ラダニーら一家のもとにもSSが訪れ、ゲットーに送られることが告げられた。しかし、一家はルドルフ・カストナーが手配したカストナー列車に救出されハンガリーを脱出した。しかし、ラダニーらが乗車したカストナー列車は誤ってベルゲン・ベルゼン強制収容所の近くに到着し、彼らはそのまま強制収容所に収容された。
強制収容所に収容された際、ラダニーは8歳だった。強制収容所ではラダニーは飢えに苦しんだ。収容されてから6か月後、ラダニーら一家は他のカストナー列車の乗員と共にベルゲン・ベルゼン強制収容所からスイスに送られた。これはルドルフ・カスナーとナチスとの協約によるものだった。

### イスラエルへの移住
終戦後、ラダニーら一家は、親類を探し、家を取り戻すためにベオグラードに戻った。ラダニーは、ベオグラードの家に戻った際、父親がドアをノックし「私が家主だ」と言っていたと語っている。一家は自宅を取り戻したが、しばらくして一家はイスラエルへの移住を決めた。ラダニーが12歳の時、一家はイスラエルに移住した。
一家はネゲブ砂漠の北にあるオメルの小さな家に住んだ。ラダニーはやがてテルアビブの高校を卒業し、イスラエル国防軍に入隊した。ラダニーは軍事訓練で行った行軍の中で自身の才能を見出し、競歩の大会に参加するようになった。彼は1959年にウォーキングイベントで出会ったショーシャンナと結婚した。やがて夫婦は1人の娘を設けた。また、彼はイスラエル工科大学とヘブライ大学で学位を取得し、コロンビア大学において経営学の博士号を取得した。

### 競歩選手としてのキャリア
ラダニーは1968年メキシコシティーオリンピックで初めてオリンピックに参加した。彼は50キロメートル競歩に参加し、24位となった。彼は1972年ミュンヘンオリンピックでも50キロメートル競歩に出場し、19位となった。競技後、パレスチナのテロ組織である黒い九月がイスラエル選手団を狙ったミュンヘンオリンピック事件が起こった。当時、ラダニーは選手村で寝ていたところルームメイトに起こされ、イスラエル選手団の成員が殺害されたと知らされた。ラダニーは他のイスラエル選手団の成員と共に選手村を脱出して難を逃れた。事件によってイスラエル選手団のうち11人が殺害された。
ラダニーは競歩選手としてイスラエル国内で28のタイトルを獲得し、1972年には50マイル競争で7時間23分50秒の世界記録を樹立し、100キロメートル競争の世界選手権で優勝した。

### 引退後
引退後、ラダニーはネゲヴ・ベン＝グリオン大学で教授として勤めた。2022年にはラダニーはドイツを訪れ、ベルゲン・ベルゼン強制収容所からの解放75周年式典と、ミュンヘンオリンピック事件の50周年式典に参加した。

## 著書
ラダニーは経営学に関する複数の学術書を執筆している。また、自伝である『King of the Road: From Bergen-Belsen to the Olympic Games』を英語で刊行している。

## 家族
ラダニーの妻であるショーシャンナは2019年に死去した。夫婦には1人の娘がおり、彼女は警察官を務めている。